# Javornik (gmina Kranj)
Javornik – wieś w Słowenii, w gminie miejskiej Kranj. W 2018 roku liczyła 68 mieszkańców. 